# Cyclosa quavansea
Cyclosa quavansea är en spindelart som beskrevs av Roberts 1983. Cyclosa quavansea ingår i släktet Cyclosa och familjen hjulspindlar.
Artens utbredningsområde är Aldabra. Inga underarter finns listade i Catalogue of Life.